# Trio live im Frühjahr 82
Trio live im Frühjahr 82 ist ein Livealbum der deutschen Band Trio, das im Oktober 1982 ursprünglich nur auf Audio-Kassette veröffentlicht wurde.

## Hintergrund
Die Band Trio entwickelte ursprünglich Musik für eine Live-Show, welche sich auf einem regulären Studio-Album nur eingeschränkt präsentieren ließ. Nachdem 1981 das Studioalbum Trio erschienen war, entschloss sich Anfang 1982 der Trio-Produzent Klaus Voormann, ein Livealbum der Band aufzunehmen. Hierzu ließ er insgesamt drei Konzerte mitschneiden, von denen das Konzert in der Stuttgarter „Mausefalle“ zur Veröffentlichung ausgewählt wurde.
Das vollständig mitgeschnittene Konzert hatte eine Lauflänge von etwa 80 Minuten. Für die Veröffentlichung wurde die Aufnahme auf knapp 60 Minuten gekürzt, indem teilweise komplette Lieder herausgeschnitten wurden. Insbesondere wurde auch das Lied „Broken Hearts For You And Me“ gekürzt, das Gitarrensolo wurde entfernt.
Neben der Musik von Trio sind auf dem Livealbum zahlreiche skurrile und bizarre Kurzgeschichten zu hören, die allesamt exakt einstudiert waren, jedoch trotzdem spontan wirken. So erzählt Sänger Stephan Remmler von einem Besuch in der „Candy-Bar“ (eigentlich ein Bordell, das heute „Bei Ruth“ heißt), in welchem Trio auf drei Barhockern vor drei Gläsern Bommerlunder saß und der Bardame „Conny“ den Bandnamen „Trio“ erklärte. Des Weiteren präsentierte Remmler zu „Je t’aime … moi non plus“ von Serge Gainsbourg eine Gummipuppe, auf deren begrenzte Haltbarkeit er hinwies und als Alternative einen billigeren Wasserball empfahl.
Das Livealbum wurde im Oktober 1982 gleichzeitig zur Single „Anna – Lassmichrein Lassmichraus“ veröffentlicht – jedoch nur auf Audio-Kassette, was zu dem Werbeslogan „Die erste Live-Platte, die es nur auf Kassette gibt“ führte. Trotzdem wurden Werbetafeln im 12″-Format hergestellt, die im Schallplattenladen in das Trio-Fach gestellt wurden, um auf die Kassette hinzuweisen.
1992 erschien das Album nachträglich auf CD. Die CD-Fassung war nur kurz erhältlich und gilt heute als rares Sammlerstück.

## Tracklisting
A-Seite
1. Sabine Sabine Sabine 1:12
2. Lady-O-Lady 6:55
3. Sunday You Need Love Monday Be Alone 4:59
4. Ya Ya 2:08
5. Halt mich fest ich werd verrückt 2:10
6. Nur ein Traum 3:00
7. Kummer 5:10

B-Seite
1. Ja ja ja 2:42
2. Energie 4:10
3. Da Da Da ich lieb dich nicht du liebst mich nicht aha aha aha 1:32
4. Los Paul 2:25
5. Broken Hearts For You And Me 4:53
6. JaJa wo gehts lank Peter Pank schönen Dank 2:01
7. Trio Bommerlunder 2:44

## Ursprüngliche Setliste
Unveröffentlichte Titel sind kursiv dargestellt.
1. Sabine Sabine Sabine
2. Lady-O-Lady
3. Sunday You Need Love Monday Be Alone
4. Ya Ya
5. Halt mich fest ich werd verrückt
6. Nur ein Traum
7. Kummer
8. Ja ja ja
9. Energie
10. Danger Is
11. Oder doch – Wird so schlimm nicht sein
12. Du ich wär so gern bei dir
13. Da da da ich lieb dich nicht du liebst mich nicht aha aha aha (1. Hälfte)
14. Da da da ich lieb dich nicht du liebst mich nicht aha aha aha (Video-Aufführung)
15. Da da da ich lieb dich nicht du liebst mich nicht aha aha aha (2. Hälfte)
16. Los Paul
17. Broken Hearts For You And Me (inkl. Kralles Gitarren-Solo)
18. Jaja Wo gehts lank Peter Pank schönen Dank
19. Lady-O-Lady (schnelle Version)
20. Trio Bommerlunder